# Новосёлки (Львовский район)
Новосёлки (укр. Новосілки) — село в Перемышлянской городской общине Львовского района Львовской области Украины.
Население по переписи 2001 года составляло 438 человек. Занимает площадь 2,79 км². Почтовый индекс — 81235. Телефонный код — 3263.